# Rachel Scott
Rachel Joy Scott (5 de agosto de 1981 - 20 de abril de 1999) fue una estudiante estadounidense, y la primera víctima de la masacre de la Escuela Secundaria de Columbine, la cual cobró la vida de 12 estudiantes y un profesor, junto con la de los dos perpetradores, convirtiéndolo en uno de los tiroteos escolares más mortales de la historia de Estados Unidos.
La creencia de Scott en el cristianismo y las circunstancias controvertidas de su muerte la han llevado a ser recordada por grupos de cristianos evangélicos como una mártir cristiana aunque su historia de martirio ha sido objeto de disputa. Ella fue póstumamente el tema y coautor de varios libros y la inspiración para "Rachel's Challenge", un programa internacional de extensión escolar y el programa de asamblea escolar más popular en Estados Unidos. El programa sigue los valores éticos de Scott, basados en su vida, su diario y un ensayo que ella misma escribió un mes antes de la masacre, titulado My Ethics; My Codes of Life. El ensayo habla de la compasión como "la forma más grande que los humanos tienen para expresar su amor."

## Vida
Rachel Joy Scott nació en Denver, Colorado, el 5 de agosto de 1981. Proveniente de una familia de índole cristiana, era la tercera de cinco hijos de Darrell Scott y Beth Nimmo. Acudía al Instituto Columbine en Littleton, Colorado, junto a su hermano menor, Craig.  Al momento de su muerte, la joven de 17 años aspiraba a ser escritora y actriz, y había participado en una obra de teatro estudiantil. Descrita como cristiana devota por su madre, Scott formaba parte de un grupo de jóvenes del Centro Cristiano de la Iglesia de Orchard Road cerca del área de Littleton y se decía que la conocían por su naturaleza amistosa y compasiva. Rachel escribió un total de seis diarios y varios ensayos sobre su creencia en Dios y cómo quería cambiar el mundo a través de pequeños actos de amabilidad. Poco tiempo antes de su muerte, ella escribió un ensayo para el colegio diciendo: “Tengo la teoría de que si una persona puede hacer el esfuerzo de mostrar compasión, entonces ellos comenzarán una cadena similar de acontecimientos”.

## Muerte
El 20 de abril de 1999, Rachel Scott salió a almorzar con un amigo, Richard Castaldo, en los céspedes exteriores de la biblioteca escolar. Poco tiempo después, Eric Harris la asesinó con una carabina Hi-Point 995. Inicialmente sufrió 3 disparos hacia el pecho, los brazos y las piernas, pero después sustentó un cuarto disparó mortal que le impactó en la sien, lo cual le provocó la muerte. Después de eso, su coche, que estaba en el parqueo de la escuela, fue transformado en un monumento conmemorativo adornado con flores por los afligidos estudiantes.
Aunque al menos un autor cuestiona las circunstancias de los últimos momentos de Scott, según otras fuentes, uno de los pistoleros, después de haber disparado a Rachel en la pierna, le preguntó a la dolorida chica si todavía creía en Dios, y que ella simplemente contestó “sabes que lo hago”, provocando un segundo disparo mortal en la cabeza a quemarropa. Algunos atribuyeron esta versión de los hechos a Castaldo, aunque él después negó haber contado esta historia. A pesar de la polémica alrededor de este asunto, los padres de Rachel sostienen en su libro que su hija fue objetivo de los asesinos y murió como mártir por su fe cristiana, basándose en vídeos hechos por los autores en el cual ellos dicen burlarse de Rachel por sus creencias.

## Entierro
Scott fue sepultada el 24 de abril de 1999, y su servicio funerario fue transmitido localmente por CNN y MSNBC.

## "Rachel’s Challenge"
En los años siguientes al tiroteo, la vida de Rachel Scott fue la base de "Rachel’s Challenge", una presentación dada en las escuelas y comunidades a lo largo de Estados Unidos y otros países del mundo por los miembros de su familia. Combina los crudos vídeos de la masacre del Instituto Columbine con los dibujos y textos de Rachel en una campaña para suprimir la violencia escolar, el bullying y el suicidio adolescente. El programa incluye fundaciones de clubes Amigos de Rachel en colegios, siguiendo la presentación inicial, para preservar las metas de la campaña durante un largo tiempo. El padre de Rachel, Darrell Scott, era vendedor de una compañía alimenticia en el momento del asesinato de su hija, habiendo entrado en el negocio cuando su matrimonio con Beth terminó en divorcio en 1989. Darrell decidió poco tiempo después de la tragedia de Columbine dejar su trabajo y hablar en escuelas y comunidades. Después, Darrell creó Rachel’s Challenge como organización sin ánimo de lucro. Su misión es “motivar, educar y dar oportunidades positivas a la gente joven”. Como parte de su trabajo, Scott desarrolló un equipo de 30 hablantes tratando a la gente joven en los colegios y universidades a lo largo del mundo sobre el ejemplo de Rachel. Darrell Scott ha escrito tres libros sobre la vida de su hija y su impacto. Anima a los jóvenes a mostrar compasión y amabilidad.
La revista Newsweek dijo de él en octubre de 2006: “Aunque las heridas por la muerte de su hija nunca cicatrizarán verdaderamente, Scott ha dedicado su vida a prevenir futuros Columbines... la Fundación Rachel’s Challenge – bajo el liderazgo de Scott – ha logrado que más de 1000 escuelas hagan una “reacción en cadena” de esperanza a través de asambleas escolares, talleres y programas de gran alcance”. Scott contó a Newsweek: "... los directores y profesores siempre necesitan estar pendientes de esos niños que están aislados, o que son callados, que siempre están consigo mismos, porque esa es la típica clase de niño que acaba explotando. Ellos también necesitan crear una atmósfera en la escuela donde los estudiantes ayuden a alguien si ellos alguna vez oyen o ven una amenaza. Sabemos que se han impedido numerosos tiroteos escolares porque un estudiante vio a otro estudiante escribiendo que quería matar a alguien o algo parecido. Creo que es muy importante tratar seriamente una sola amenaza de cualquier clase, y otra vez para mí está cultivando una atmósfera, un clima y una cultura donde todo el mundo es aceptado. Porque cuando la gente se siente aceptada no van a hacer algo como lo que Eric y Dylan (los autores de Columbine) hicieron."
El hermano menor de Rachel Scott, Craig Scott, un chico de 15 años estudiante de segundo curso en ese momento, estaba físicamente ileso pero fue testigo del asesinato de varios compañeros en la biblioteca del colegio mientras él se escondía bajo una mesa con otros dos chicos; ambos fueron asesinados. Al día siguiente, fue entrevistado finalmente por Katie Couric para el Today Show. La emotiva entrevista, la cual la NBC no interrumpió con los programados intermedios, fue descrita un año después por USA Today como “uno de los momentos de la tragedia más inolvidables”.
Craig escribió de su hermana Rachel, “… su amor por la gente era menos condicional que cualquiera al que haya conocido… No le importaba lo que parecieses o quiénes fuesen tus amigos. Otra cosa que me gustaba y respetaba mucho era que ella dejaba claro… cuáles eran sus creencias”.
Craig Scott ha hecho frecuentes apariciones hablando junto con Darrell Scott para animar a los adolescentes a esforzarse para crear una “atmósfera de amabilidad y compasión” en su clase con el fin de detener la violencia escolar. 
Periódicamente lo entrevistan en varios programas de televisión para que relata la pérdida de su hermana y su dificultad en recuperarse de la traumática experiencia, como en 20/20, Dateline NBS y Today Show, en canales locales estadounidenses.